# Chiesa dei Santi Giovanni Battista e Nicolò Vescovo
La chiesa dei Santi Giovanni Battista e Nicolò Vescovo è la parrocchiale di Oleis, frazione di Manzano, in provincia ed arcidiocesi di Udine; fa parte della forania del Friuli Orientale.

## Storia

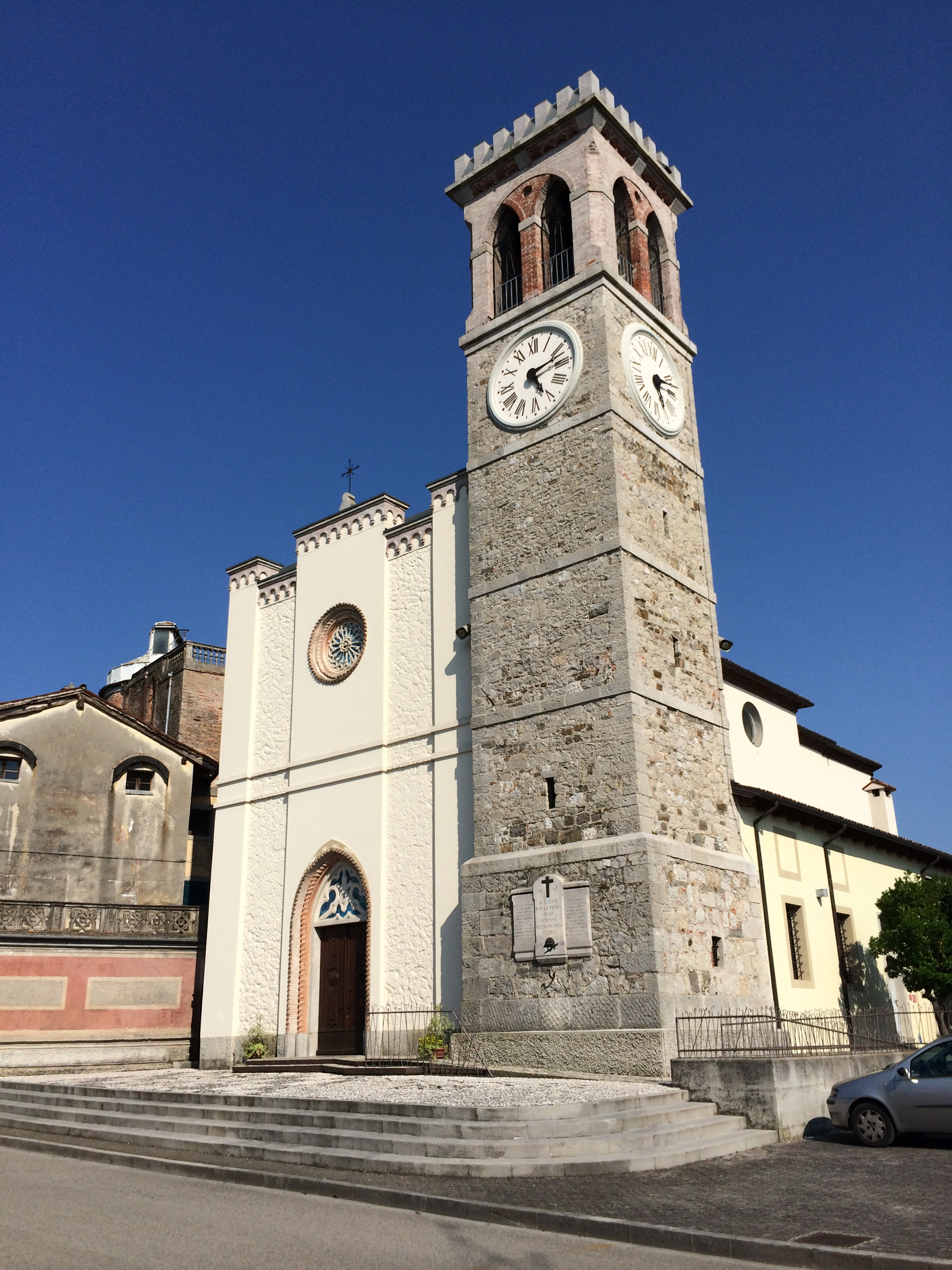
La chiesa e il campanile visti da sud

Si sa che ad Oleis, nel Medioevo, sorgeva una chiesetta dedicata a Ognissanti, che venne distrutta all'inizio del XVI secolo. Nel 1605 la chiesetta venne ricostruita, su interessamento dei nobili Girolamo Leonardo e Adriano Maseri.
Detta chiesetta era, alla fine del XIX secolo, mal ridotta e insufficiente per i bisogni della popolazione e fu, dunque, demolita.
L'attuale parrocchiale fu riedificata tra il 1888 e il 1890 su progetto di don Leonardo Piva di Udine.
La consacrazione fu impartita il 3 luglio 1902 dall'arcivescovo di Udine Pietro Zamburlini.
Nel 1924 venne ampliata la sacrestia. 
Vari furono i restauri che subì la chiesa: nel biennio 1976-77, tra il 1989 e il 1992 e, infine, intorno al 2010.